# Palo Gordo, Guerrero
Palo Gordo är en ort i Mexiko.   Den ligger i kommunen Juan R. Escudero och delstaten Guerrero, i den södra delen av landet, 260 km söder om huvudstaden Mexico City. Palo Gordo ligger 248 meter över havet och antalet invånare är 843.
Terrängen runt Palo Gordo är huvudsakligen kuperad, men österut är den bergig. Runt Palo Gordo är det ganska tätbefolkat, med 72 invånare per kvadratkilometer. Närmaste större samhälle är Tierra Colorada, 2,5 km nordost om Palo Gordo. I omgivningarna runt Palo Gordo växer huvudsakligen savannskog.